# كينيا
كينيا رسميًا جمهورية كينيا (بالسواحلية: Jamhuri ya Kenya) هي دولة تقع في شرق أفريقيا. كينيا عضو في الاتحاد الأفريقي ويبلغ عدد سكانها أكثر من 47.6 مليون نسمة في تعداد عام 2019، تعد كينيا الدولة رقم 28 من حيث عدد السكان في العالم والسابعة من حيث عدد السكان في أفريقيا. عاصمة كينيا وأكبر مدنها هي نيروبي، في حين أن أقدم وثاني أكبر مدنها، والتي كانت أيضًا أول عاصمة لكينيا حتى عام 1907، هي المدينة الساحلية الرئيسية مومباسا والتي تشمل جزيرة مومباسا في المحيط الهندي والبر الرئيسي المحيط بها. وتشمل المدن المهمة الأخرى كيزيمو وناكورو. يحد كينيا جنوب السودان من الشمال الغربي، وإثيوبيا من الشمال، والصومال من الشرق، وأوغندا من الغرب، وتنزانيا من الجنوب، والمحيط الهندي من الجنوب الشرقي. تتنوع الجغرافيا والمناخ والسكان في كينيا كثيرًا، بدءًا من قمم الجبال المغطاة بالثلوج الباردة (باتيان ونيليون وبوينت لينانا على جبل كينيا) مع الغابات المحيطة الشاسعة والحياة البرية والمناطق الزراعية الخصبة إلى المناخات المعتدلة في المقاطعات الغربية ومقاطعات الوادي المتصدع وما إلى ذلك. المناطق الجافة الأقل خصوبة القاحلة وشبه القاحلة والصحاري المطلقة (صحراء شلبي وصحراء نيري).
كان السكان الأوائل في كينيا صيادين وجامعي ثمار، مثل شعب الهادزا الحالي. وفقًا للتأريخ الأثري للقطع الأثرية والمواد الهيكلية المرتبطة بها، استقر متحدثو اللغة الكوشية لأول مرة في الأراضي المنخفضة في كينيا في الفترة ما بين 3200 و1300 قبل الميلاد، وهي مرحلة تُعرف باسم العصر الحجري الحديث الرعوي للسافانا في الأراضي المنخفضة. بدأ الرعاة الناطقون باللغة النيلية (أسلاف المتحدثين النيليين في كينيا) بالهجرة من جنوب السودان الحالي إلى كينيا حوالي عام 500 قبل الميلاد. استقر شعب البانتو على الساحل والداخل بين عامي 250 قبل الميلاد و500 بعد الميلاد.
بدأ الاتصال الأوروبي في عام 1500 بعد الميلاد مع الإمبراطورية البرتغالية، وبدأ الاستعمار الفعلي لكينيا في القرن التاسع عشر أثناء الاستكشاف الأوروبي لأفريقيا. خرجت كينيا الحديثة من محمية أنشأتها الإمبراطورية البريطانية في عام 1895 ومستعمرة كينيا اللاحقة، والتي بدأت في عام 1920. وأدت النزاعات العديدة بين المملكة المتحدة والمستعمرة إلى انتفاضة ماو ماو، التي بدأت في عام 1952، وإعلان الاستقلال عام 1963. بعد الاستقلال، ظلت كينيا عضوًا في دول الكومنولث. تم اعتماد الدستور الحالي في عام 2010 وحل محل دستور الاستقلال لعام 1963.
كينيا هي جمهورية رئاسية ديمقراطية تمثيلية، حيث يمثل المسؤولون المنتخبون الشعب ويكون الرئيس هو رأس الدولة والحكومة. كينيا عضو في الأمم المتحدة، والكومنولث، والبنك الدولي، وصندوق النقد الدولي، والكوميسا، والمحكمة الجنائية الدولية، بالإضافة إلى منظمات دولية أخرى. يبلغ الدخل القومي الإجمالي 1,840، تُعد كينيا اقتصادًا من الشريحة الدنيا من الاقتصادات المتوسطة الدخل. يعد اقتصاد كينيا ثاني أكبر اقتصاد في شرق ووسط أفريقيا، بعد إثيوبيا، حيث تعمل نيروبي كمركز تجاري إقليمي رئيسي. الزراعة هي القطاع الأكبر. ويعتبر الشاي والقهوة من المحاصيل النقدية التقليدية، في حين تعتبر الزهور الطازجة من الصادرات سريعة النمو. تعد صناعة الخدمات أيضًا محركًا اقتصاديًا رئيسيًا، وخاصة السياحة. كينيا عضو في مجموعة شرق إفريقيا، على الرغم من أن بعض منظمات التجارة الدولية تصنفها كجزء من منطقة القرن الإفريقي الكبرى. وتعد أفريقيا أكبر سوق لصادرات كينيا، يليها الاتحاد الأوروبي.

## التاريخ

### التاريخ القديم

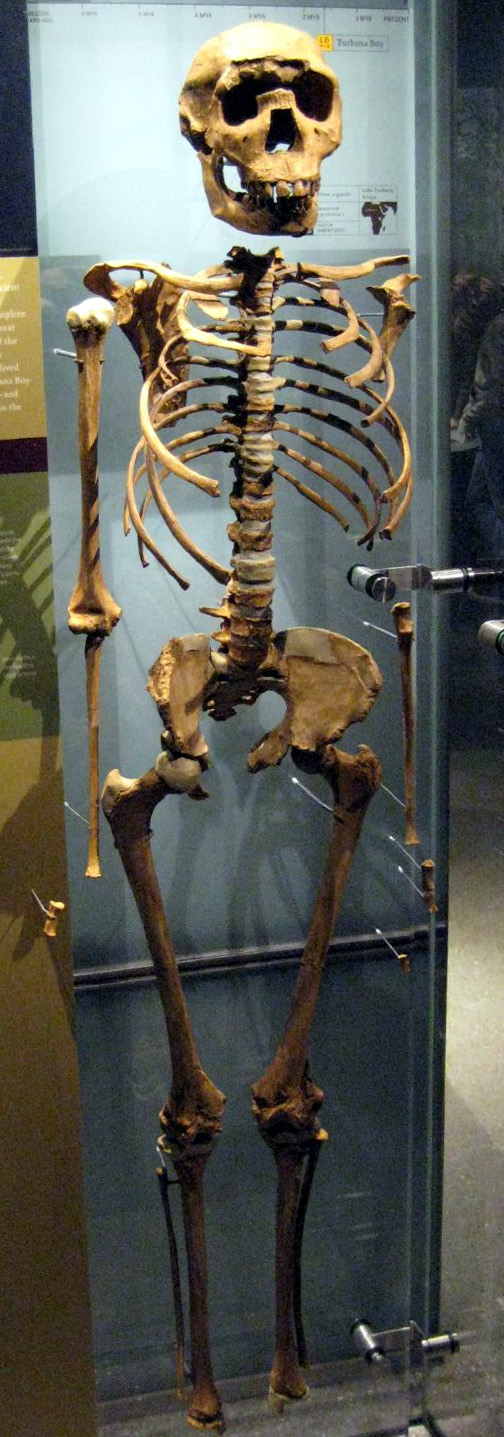
صبي توركانا، أحفورة بشرية عمرها 1.6 مليون سنة تنتمي إلى الإنسان المنتصب.

عثر العلماء على بعض أقدم الآثار البشرية المعروفة في وادي الأخدود العظيم في شرقي إفريقيا بما في ذلك أجزاء من كينيا. وقد دفعت بعض الدراسات التي قام بإجرائها أفراد من عائلة ليكي (عائلة من علماء الأنثروبولوجيا) وعلماء آخرون إلى الاعتقاد بأنه ربما تكون هناك مجموعات من البشر قد استوطنت هذه المنطقة منذ مليوني سنة انظر: ليكي، عائلة. ولكن لا يعرف حتى الآن إلا القليل عن حياة هؤلاء الناس. ومنذ حوالي 3000 سنة بدأت مجموعات مختلفة من الناس في النزوح إلى منطقة كينيا من أجزاء مختلفة من إفريقيا. وهذه المجموعات الأولى هم أسلاف الكينيين الحاليين، وكانوا يمارسون الزراعة والرعي والصيد.

### الغزو البرتغالي
وفي عام 1498م، قام البرتغالي فاسكو دا غاما بالإبحار حول رأس الرجاء الصالح، ووصل إلى الساحل الكيني. وفي أوائل القرن السادس عشر الميلادي، استطاع البرتغاليون الاستيلاء على المنطقة الساحلية من العرب، وحققوا أرباحـًا هائلة من التجارة في كينيا. ولكن العرب استطاعوا هزيمة البرتغاليين في أواخر القرن السابع عشر، واستعادة السيطرة على المنطقة.

### الحكم البريطاني
وبدأ النفوذ البريطاني مستتراً خلف شركة شرق أفريقيا البريطانية وتوجت أعمال الشركة البريطانية بمعاهدة مع سلطان زنجبار صاحب السلطة الشرعية على شرقي أفريقيا، وقعت تلك المعاهدة في سنة 1304هـ - 1887 م وبمقتضاها تدفع الشركة 20%.
وحددت مناطق النفوذ بين الاستعمار الألماني والبريطاني وامتد الخط الفاصل بينهما من شمالي بنجاني على ساحل المحيط الهندي إلى بلدة شيراني على بحيرة فيكتوريا، ثم تنازلت الشركة للحكومة البريطانية عن حقها، وهكذا كانت البداية الاستعمارية شركة ومن خلفها نفوذ بريطاني.
سكك حديد كنيا-أوغندا بالقرب من مومباسا، حوالي 1899
ليوتنانت كرنل پول فون لتوڤ-فوربكفي عام 1887م، قام أحد اتحادات الأعمال الخاصة البريطانية باستئجار جزء من ساحل كينيا يخضع لسيطرة سلطان زنزبار، وحصل في عام 1888م من الحكومة البريطانية على امتياز باسم الشركة الإمبراطورية البريطانية لشرق إفريقيا، ولكن الاتحاد لم يكن يملك الأموال الكافية لاستغلال المنطقة. وفي عام 1895م، استولت الحكومة البريطانية على المنطقة، وسرعان ما بسطت سيطرتها على بقية البلاد، حيث أصبحت كينيا تعرف باسم شرق إفريقيا البريطانية. وفي عام 1901م، أكملت بريطانيا خط السكك الحديدية بين مومباسا وبحيرة فكتوريا. وشجعت المواطنين البريطانيين وغيرهم من الأوروبيين على الاستيطان في كينيا. ولم يمض وقت طويل حتى أسس كثير من الأوروبيين مزارع كبيرة في البلاد واستأجروا الأفارقة للعمل فيها. وكانت بريطانيا تحكم كينيا من خلال الموظفين البريطانيين، ولم يكن للسكان الأفارقة أي كلمة في شؤون الحكم. وفي مجال التربية والتعليم، أنشأ البريطانيون في كينيا مدارس على نمط المدارس القائمة في بلادهم.

### بناء الدولة الجديدة
بعد الحصول على الاستقلال من إنجلترا في 12 ديسمبر عام 1963، تحركت كينيا بسرعة نحو استبدال النظم الاقتصادية والثقافية، التي كان يطبقها الاستعمار البريطاني، ثم استولت الحكومة على كثير من المزارع ومؤسسات الأعمال الحرة، المملوكة لغير الإفريقيين، وباعتها أو أجرتها للأفارقة. أما غير الأفارقة الذين وافقوا على أن يصبحوا مواطنين كينيـِّـين، فقد سمح لهم بالاحتفاظ بممتلكاتهم. وفي مجال التربية والتعليم، أجرت الحكومة توسعـًا سريعـًا في نظام المدارس الحكومية، كما قامت مجموعات كثيرة من المواطنين بإنشاء مدارس خاصة. وعند الاستقلال، كان معظم الكينيـين يشعرون بولاء نحو مجموعتهم العرقية أكثر مما يشعرون به نحو حكومتهم القومية، هذا بالإضافة إلى وجود فوارق بين كثير من المجموعات العرقية. ولكن منذ الاستقلال، استطاعت الحكومة الكينية تحقيق بعض التقدم في تدعيم الشعور بالاعتزاز القومي بين المواطنين والحد من عوامل الفرقة بينهم.
ومن الناحية السياسية، أصبحت كينيا دولة حزب واحد في عام 1964م، عندما حل أعضاء حزب كادو حزبهم، وانضموا إلى حزب كانو. وفي عام 1966م، تم تكوين حزب باسم اتحاد الشعب الكيني (كبو) ولكن الرئيس جومو كينياتا قام بحله في عام 1969م بعد أن اتهم كثيرًا من أعضائه بالقيام بأنشطة مناوئة للحكومة. وللمرة الثانية، أصبحت كينيا دولة حزب واحد، ولكن لم يمنع هذا من قيام تنافس شديد بين أعضاء حزب كانو، تركزت حول من يخلف كينياتا في رئاسة القطر والحزب. وبعد الاستقلال بقليل، نشأ خلاف على الحدود بين كينيا وجارتها الصومال، تسبب في نشوب قتال بينهما، ولكن القتال توقف بين الطرفين عام 1967م. وفي العام نفسه، كونت كينيا وتنزانيا وأوغندا تجمع شرق إفريقيا. وقد تم إنشاء هذه المنظمة لتطوير التجارة بين الأقطار الثلاثة، وكانت تتضمن ترتيبات للإدارة المشتركة لبعض المرافق كالسكك الحديدية والمطارات، غير أن توتر العلاقات بين الدول الأعضاء أدى إلى إنهاء أعمال المنظمة عام 1977م.
كينيا اليوم. بالرغم من أن كينيا قد حققت الكثير من التقدم الاقتصادي منذ الاستقلال، إلا أنها ما تزال تواجه مشكلات كبيرة؛ فالأراضي الصالحة للزراعة فيها لا تتجاوز خمس مساحة البلاد، كما أن عدد سكانها يتزايد بمعدل سريع؛ لذلك فإن الحاجة إلى إيجاد الوسائل لإطعام الأعداد المتزايدة من السكان ربما يكون أكبر تحد يواجه البلاد.
ومنذ الاستقلال، استطاعت كينيا تحقيق زيادة كبيرة في قطاعي الصناعة والسياحة للتقليل من اعتمادها على الزراعة. وقد حصلت كينيا على بعض رأس المال اللازم لتمويل الصناعات الجديدة من المستثمرين الأجانب. ولكن بعض الكينيين يعترضون على الاستثمار الأجنبي؛ لأنهم يعتقدون أن ذلك سيعطي الأجانب الفرصة لممارسة نفوذ أكبر في بلادهم، كما أنهم يعترضون أيضًا على التركيز على السياحة؛ لأنها تجعل القطر يعتمد أكثر على ما ينفقه الأجانب داخل البلاد. ويقارن بعض الكينيين بين الاتجاهات الاقتصادية الجديدة والوسائل الاستعمارية القديمة، ولكن غيرهم يؤيدون هذه الاتجاهات بوصفها وسيلة لتحسين الاقتصاد الكيني وإنهاء الاعتماد على الزراعة. وعندما توفي الرئيس كينياتا عام 1978م، خلفه نائبه دانييل أراب موي رئيسـًا للبلاد. وبالرغم من أن حزب كانو أصبح الحزب السياسي الوحيد في كينيا منذ الستينيات من القرن العشرين، إلا أن الأحزاب الأخرى لم يحظرها القانون. ولكن القادة الكينيين عدّلوا الدستور عام 1982م؛ ليجعلوا حزب كانو الحزب الوحيد في البلاد. وفي يوليو من عام 1990م اندلعت تظاهرات واضطرابات تطالب بالعودة إلى النظام التعددي. وفي عام 1991م عدل الدستور وسمح بقيام نظام متعدد الأحزاب. وفي نهاية عام 1992م أجريت انتخابات نيابية ورئاسية. فاز الرئيس موي في الانتخابات الرئاسية وحصل حزب كانو على أغلب مقاعد البرلمان الكيني. وفي عام 1997م، خرجت جموع كبيرة من الكينيين في مظاهرات تطالب بإصلاحات دستورية تقلص من سلطات الرئيس. وفي العام نفسه أعيد انتخاب موي لفترة رئاسية جديدة.
وفي عام 1998م، وجهت الإدارة الأمريكية الاتهام لأسامة بن لادن بأنه كان وراء تفجير سفارتيها في نيروبي ودار السلام بتنزانيا في السابع من أغسطس ذلك العام.

### الاستقلال
حصلت كينيا على الاستقلال من إنجلترا في 12 ديسمبر عام 1963م، ونص الدستور الجديد على قيام ملكية دستورية. وفي الانتخابات التي أجريت بعد الاستقلال، فاز حزب كانو وأصبح كينياتا رئيسـًا للوزراء. وفي عام 1964م، تحولت كينيا إلى جمهورية وأصبح جومو كينياتا رئيسًا للجمهورية.
وفي فبراير عام 1961م، أجريت انتخابات لاختيار أعضاء للبرلمان، فاز فيها حزب كينياتا (كاو) وهو الاتحاد الإفريقي الوطني لكينيا (كانو)، ولكن الحزب رفض تسلم السلطة إلا بعد الإفراج عن جومو كينياتا، ولكن البريطانيين لم يفرجوا عنه إلا في أغسطس عام 1961م. ونتيجة لذلك شكّل الحزب المنافس للاتحاد الإفريقي الديمقراطي لكينيا (كادو) الحكومة.
استقلت كينيا في سنة 1963م، وأعلنت بها الجمهورية في السنة التالية لاستقلالها، احتلتها بريطانيا عقب توقيع معاهدة مع ألمانيا لاقتسام شرق أفريقيا في سنة 1888م، وقام هذا الاحتلال على أنقاض تمزيق حكم آل بو سعيد، فأخذت ألمانيا القسم الجنوبي أي تنجانيقا (حالياً جزء من تنزانيا) وأخذت بريطانيا كنيا والقسم الأكبر من الصومال.

### النفوذ البريطاني
وبدأ النفوذ البريطاني مسستتراً خلف شركة شرقي أفريقيا البريطانية وتوجت أعمال الشركة البريطانية بمعاهدة مع سلطان زنجبار صاحب السلطة الشرعية على شرقي أفريقيا، وقعت تلك المعاهدة في سنة 1304هـ - 1887 م وبمقتضاها ندفع الشركة 20%. وحددت مناطق النفوذ بين الاستعمار الألماني والبريطاني وامتد الخط الفا صل بينهما من شمالي بنجاني على ساحل المحيط الهندي إلى بلدة شيراني على بحيرة فكتوريا، ثم تنازلت الشركة للحكومة البريطانية عن حقها، وهكذا كانت البداية الاستعمارية شركة ومن خلفها نفوذ بريطاني.

## الجغرافيا

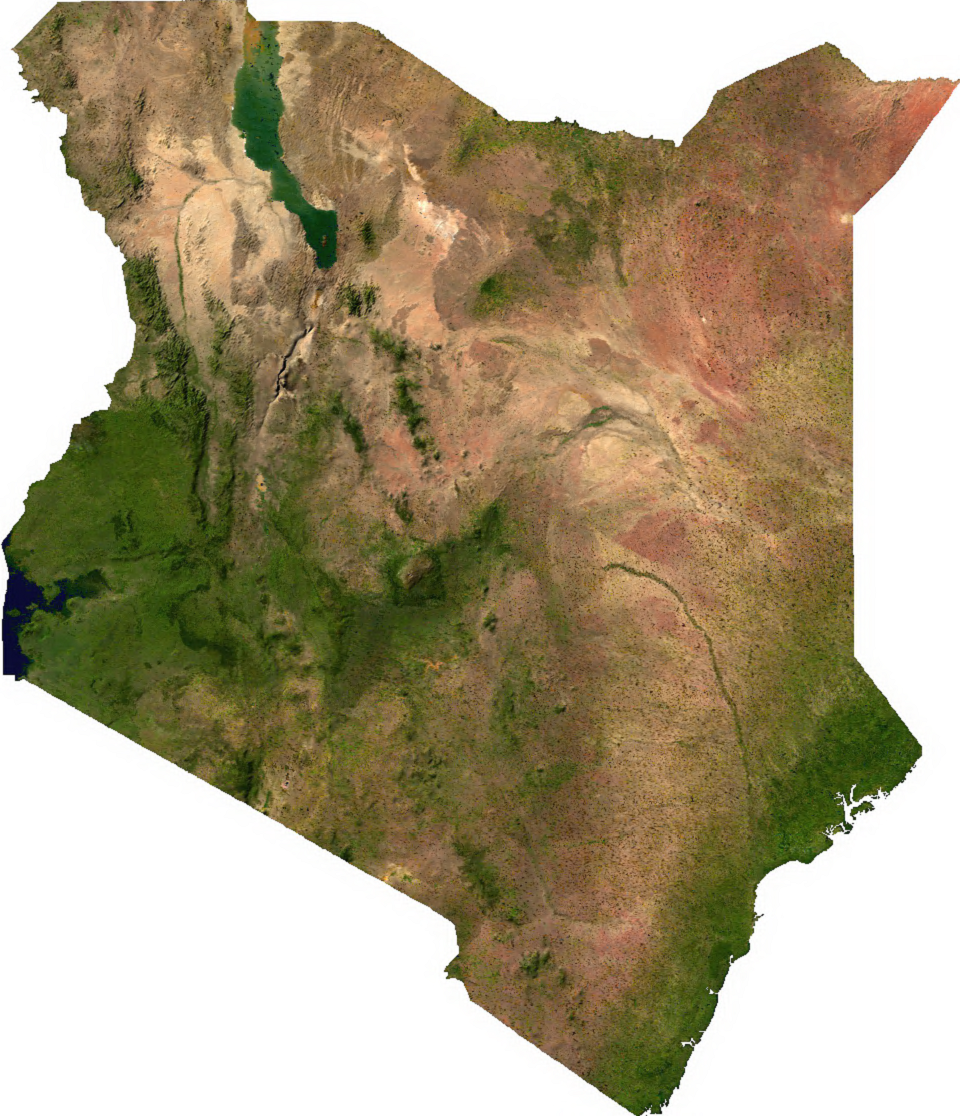
خريطة لصورة فضائية قمر صناعي لأراضي كينيا

تبلغ مساحة كينيا 580,367 كيلو متراً، وتبدأ أرضها بمستنقعات ساحلية تنمو بها غابات المنجروف يليها سهل ساحلي يمتد بطول البلاد من الشمال إلى الجنوب.وتنتشر التكوينات المرجانية قرب الساحل.ويزداد ارتفاع السطح نحو الغرب والشمال حيث الهضبة الكينية التي يزيد ارتفاعها نحو الغرب والجنوب الغربي، ويتراوح الارتفاع بين 1.500 م و2.500 م، وأعلى جبالها كينيا ويبلغ ارتفاعه 5.196 متراً، وفي الشمال الغربي من كينيا تسير الحافة الاخدودية حيث توجد بحيرة ردلف، وقد برزت منه حافات عالية تصل أحياناً 3000 متر.

### المناخ

خريطة تصنيف كوبن للمناخ في كينيا

مناخ كينيا ينتمي للطراز الاستوائي، إلا أن الأحوال المناخية تتوقف على درجة العرض أو الارتفاع، فالمناطق الساحلية والسهول المجاورة لها مرتفعة الحرارة عالية الرطوبة، أما المناطق الجبلية فتنخفض حرارتها وتزداد أمطارها، ويقل المطر في أقصى الشمال، وتتحول المنطقة إلى طراز شبه صحراوي، ويعيش معظم سكان كينيا في النطاق المرتفع، أو بالقرب من السواحل، ونتيجة لتنوع المناخ يتنوع النبات الطبيعي بين الصحراوي والغابات الاستوائية.
تنقسم إلى ثلاث مناطق متميزة هي:-
- المنطقة المدارية الساحلية.
- منطقة السهول الجافة.
- المنطقة الداخلية الخصبة.

### المنطقة الساحلية
شريط ضيق من الأرض، على ساحل المحيط الهندي، وتضم شواطئ جميلة وبحيرات ساحلية مالحة، ومستنقعات لنباتات المانجروف، وأشجار جوز الهند والبلاذر الأمريكي، وقليلاً من الغابات المطيرة الصغيرة. ومناخ هذه المنطقة حار ورطب طوال السنة حيث يرتفع متوسط درجة الحرارة إلى نحو 27°م وسقوط الأمطار إلى نحو 100 سم سنويـًا. والتربة خصبة في معظم أجزاء هذه المنطقة خاصة في الجنوب. وتقع مومباسا، ثـاني أكبر مدن كينيا، وميناؤها الرئيسي على هذا الساحل.

### السهول
تمتد من المنطقة الساحلية نحو الداخل، وتغطي نحو ثلاثة أرباع مساحة كينيا، وتشكل سلسلة من الهضاب، ترتفع تدريجيًا من مستوى البحر على الساحل إلى حوالي 1200 متر في الداخل. وتنمو عليها الشجيرات والنباتات الكثيفة والحشائش، وهي تمثل أكثر المناطق جفافـًا في كينيا. حيث يتراوح سقوط الأمطار في معظم أجزائها ما بين 25 إلى 75سم سنويـًا.
وتوجد في الجزء الشمالي منها منطقة واسعة يسودها مناخ شبه صحراوي. ويقل سقوط الأمطار فيها عن 25سم سنويـًا. أما متوسط درجات الحرارة فإنه يتفاوت حسب الارتفاع، ويتراوح ما بين 27°م في الأماكن المنخفضة و16°م في الأماكن المرتفعة.
منطقة السهول من أقل المناطق سكانـًا في كينيا، ولا توجد بها مدن أو قرى كبيرة. ويتكون سكانها من مجموعات من الرحل تجوب المنطقة، بحثـًا عن المراعي والمياه لمواشيهم، وذلك بسبب الجفاف الذي لا يساعد على قيام نشاط زراعي مكثف.

### المناطق المرتفعة
تقع الأراضي المرتفعة في جنوب غربي كينيا، وتغطي أقل من ربع مساحة البلاد. وتـتكون من جبال وهضاب وتلال، وفي طرفها الشرقي يقع جبل كينيا وهو أعلى نقطة في البلاد، حيث يصل ارتفاعه إلى 5199م فوق سطح البحر، ولا يفوقه ارتفاعًا في إفريقيا إلا جبل كيليمنجارو في تنزانيا. وهذان الجبلان هما بركانان خامدان. ويقع كلاهما قريبـًا من خط الاستواء. وبالرغم من ذلك فإن قمتيهما مغطاتان بالثلج والأنهار الجليدية.
وتغطى الغابات والحشائش معظم الأراضي المرتفعة. وتضم المنطقة أكبر جزء من التربة الخصبة في كينيا، فخصوبة الأرض، والمناخ المناسب للزراعة؛ يجعلان من الأراضي المرتفعة المنطقة الزراعية الرئيسية في كينيا. ويبلغ متوسط درجات الحرارة في هذه المنطقة 19°م، ويتراوح سقوط الأمطار ما بين 100 إلى 130سم سنويـًا. ويعيش نحو 75% من سكان كينيا في الأراضي المرتفعة، وتقع فيها نيروبي أكبر مدينة في كينيا.
يقسم وادي الأخدود العظيم الأراضي المرتفعة إلى قسمين: شرقي وغربي، ويحتوي هذا الوادي العميق الذي يقطع الجزء الأكبر من شرقي إفريقيا من الشمال إلى الجنوب على أكثر أنواع الأراضي خصوبة في القارة.

### الأنهار والبحيرات
النهران الرئيسيان في كينيا، هما نهرا آثي وتانا، وينبع كلاهما من الأراضي المرتفعة، ليصبا في المحيط الهندي. ويسمى الجزء الشرقي من آثي نهر جالانا. وتغطي بحيرة تيركانا التي تسمى أيضًا بحيرة رودلف مساحة 6,405كم²، وتقع في أقصى الشمال، ويمتد طرفها الشمالي إلى أثيوبيا. وتقع بحيرة فكتوريا أكبر بحيرة في إفريقيا في الطرف الغربي من كينيا، ولكن الجزء الأكبر من البحيرة التي تعرف في كينيا باسم فكتوريا نيانزا، يقع داخل حدود أوغندا وتنزانيا. وتغطي البحيرة 69,484 كم² يقع منها نحو 3,780 كم² في كينيا.

### الحيوانات
تشتهر كينيا عالميـًا بحيواناتها البرية، وتشكل السهول والأراضي المرتفعة نسبيـًا موطنـًا لأعداد كبيرة من الحيوانات الرائعة كالظباء، والجاموس، والتشيتا، والفيلة، والزراف، والنمور الرقطاء، والأسود، والكركدن، وحمر الوحش، التي تجوب السهوب المفتوحة، بينما تسبح التماسـيح وأفـراس النـهـر في الأنـهار، وتجمعات المياه، هـذا بالإضافـة إلى أعـداد كبيرة من الطيور الكبيرة كالعقبان والنعام واللقالق، وعشرات الأنواع من الطيور الصغيرة ذات الألوان الزاهية.
ومما يؤسف له أن أعدادًا كبيرة من الحيوانات الوحشية قد قتلت خلال السنوات الماضية، حتى أصبحت معها بعض الأنواع مهددة بالانقراض. ولقد قتل كثير من هذه الحيوانات من قِبَل صيادين يحملون تراخيص قانونية للصيد. ولكن معظم الحيوانات، سقطت ضحية لسارقي الصيد الذين يمارسون الصيد الجائر. وفي أواسط القرن العشرين الميلادي قامت الحكومة بإنشاء عدد من المتنزهات الوطنية ومحميات الحيوانات البرية لحمايتها من الصيادين غير المرخص لهم، كما قامت بفرض حظر عام على الصيد عام 1977م للغايـة نفسها. ويقوم حاليًا آلاف من السياح بزيارة المتنزهات الوطنية، ومحميات الحيوانات البرية، للتمتع بمشاهدتها وتصويرها.

## الاقتصاد
اقتصاد كينيا هو اقتصاد قائم على السوق مع نظام تجارة خارجية متحرر وعدد قليل من الشركات الحكومية. تضم قائمة الصناعة الرئيسية الحِراجة، وصيد الأسماك، والتعدين، والطاقة، والتصنيع، والسياحة والخدمات المالية. مع حلول عام 2019، قُدّر الناتج المحلي الإجمالي لكينيا بقيمة بلغت 99,246 مليار دولار أمريكي أما حصة الفرد من الناتج المحلي الإجمالي فكانت 2,010 دولار أمريكي ما يجعل من كينيا في المرتبة 62 كأكبر اقتصاد في العالم.
تُعتبر الحكومة الكينية حكومة مُشجعة للاستثمار عمومًا فقد أقرت العديد من الإصلاحات التنظيمية لتسهيل كلًا من الاستثمار الأجنبي والمحلي، بما في ذلك إنشاء منطقة تجارة حرة. تُشكّل التحويلات المالية من الكينيين غير المقيمين والذين يعملون في الولايات المتحدة، والشرق الأوسط، وأوروبا وآسيا، جزءًا كبيرًا ومتزايدًا من التدفقات المالية الأجنبية في كينيا.
مع حلول سبتمبر من عام 2018، كانت التوقعات الاقتصادية لكينيا تتسم بالإيجابية مع نمو متوقع للناتج المحلي الإجمالي بأكثر من 6%، ويرجع ذلك كثيرًا إلى التوسع في قطاعات الاتصالات، والنقل والبناء وإلى الانتعاش في الزراعة. كانت هذه التحسينات مدعومة بمجموعة كبيرة من عمال محترفين وعلى مستوى عالٍ من التعليم. كما أن هناك مستوى عالٍ من الإلمام الرقمي والتكنولوجي والابتكار في كينيا، لاسيما بين الشباب الكينيين. في عام 2018، صنّف البنك الدولي كينيا في المرتبة 61 على مؤشر سهولة ممارسة الأعمال التجارية، في تحسّن للتصنيف من المرتبة 80 في عام 2017 (من أصل 190 دولة). على سبيل المقارنة مع جيرانها، تتميز كينيا ببنية تحتية مادية واجتماعية مطوّرة على نحو جيد.
حلّت كينيا في المركز 100 في مؤشر الابتكار العالمي عام 2023، ثم تقدمت للمركز 96 وفق مؤشر 2024.

## السكان

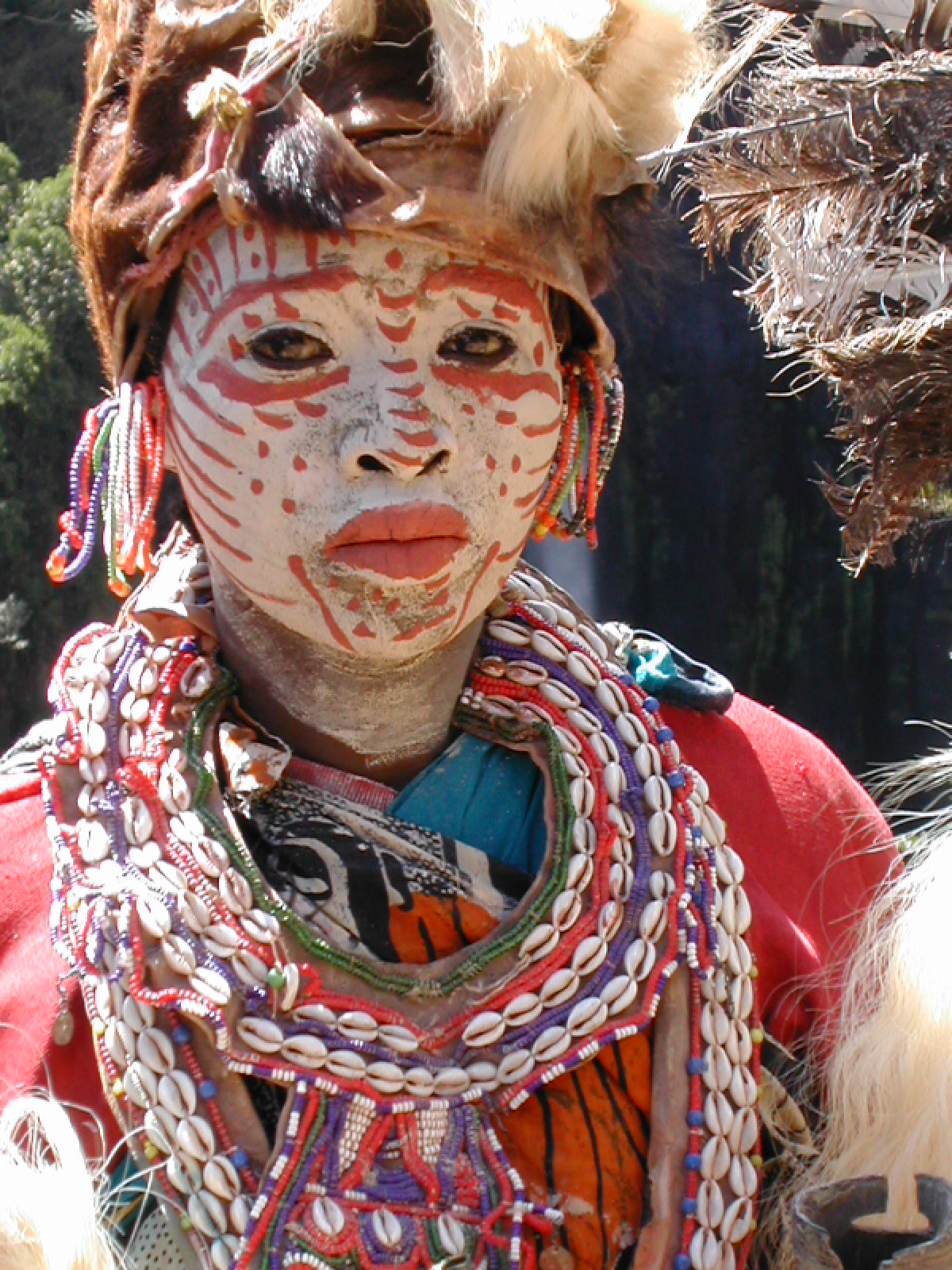
امرأة من قبيلة البانتو الكيكويو ترتدي الزي التقليدي.

يبلغ عدد سكان كينيا 47,564,296 نسمة حسب إحصاء 2019، ويتزايدون بمعدل 3% سنويـًا وهو من أعلى المعدلات في العالم. ويعيش حوالي 73% من السكان في المناطق الريفية، وحوالي 27% في المناطق الحضرية. ويبلغ عدد سكان نيروبي، أكبر مدينة في البلاد نحو 1,162,189 نسمة.
وفقًا لمكتب الإحصاء الوطني الكيني (KNBS)، في إحصاء عام 2019، من عدد سكان كينيا البالغ 47.564.296 نسمة، كانت أكبر المجموعات العرقية الأصلية هي الكيكويو أو الجيكويو، (8،148،668) أي حوالي 22% من السكان، لوهيا (6.823،842)، كالينجين (6.358،113)، لو (5،066،966)، كامبا (4،663،910)، الصومالية (2،780،502)، كيسي (2،703،235)، ميجيكيندا (2،86،997)، الماساي (1،189،522)، وتوركانا (1،016،174). المنطقة الشمالية الشرقية لكينيا، المعروفة سابقًا باسم «NFD»، يسكنها في الغالب العرق الأصلي للصوماليين، والمجموعات السكانية الأخرى في البلاد تتكون من: الهنود الآسيويين، والأوروبيين (وبشكل رئيسي البريطانيين)، والعرب.
تتمثل عوامل التفرقة بين المجموعات العرقية في كينيا، في اللغات واللهجات المختلفة لهذه المجموعات، كما تتمثل في أنماط الحياة المختلفة التي تتبعها هذه المجموعات في كثير من المناطق.
وقد أدى الاختلاف في التطور الاقتصادي والاجتماعي إلى احتكاكات بين هذه المجموعات في بعض الأحيان، ولكن منذ الاستقلال، استطاعت الحكومة الكينية تحقيق بعض التقدم في خلق شعور بالوحدة الوطنية بين السكان.

### الدين
45% من السكان بروتستانت، 33% كاثوليك، 10% مسلمون، 0.3% بوذيين، 2% الباقي ديانات محلية. وبحسب الإحصاءات الرسمية فيدين معظم الكينيين بالمسيحية (85.5٪)، منهم 53.9٪ بروتستانت و20.6٪ روم كاثوليك، الكنيسة المشيخية في شرق إفريقيا لديها 3 ملايين من أتباع كينيا والدول المجاورة.
الإسلام هو ثاني أكبر ديانة بالبلاد، ويشكل المسلمون 10.9٪ من السكان. يعيش 60 ٪ من مسلمي كينيا في المنطقة الساحلية، ويشكلون 50 ٪ من إجمالي السكان هناك، في حين أن الجزء العلوي من المنطقة الشرقية في كينيا هو موطن لـ 10 ٪ من مسلمي البلاد، حيث يشكلون المجموعة الدينية ذات الأغلبية وبالإضافة فيعيش بعض الهندوس أيضًا في كينيا، تقدر الأعداد بحوالي 60287 أو 0.13٪ من السكان.

### اللغات
معظم المجموعات العرقية في كينيا لها لغاتها أو لهجاتها الخاصة، ولا يعرف بعض الكينيين سوى لغتهم المحلية. غير أن عددًا كبيرًا من الكينيين يعرفون اللغة السواحيلية بالإضافة إلى لغاتهم المحلية. وتستخدم اللغة السواحيلية، وهي اللغة القومية في كينيا، في التفاهم بين السكان من المجموعات العرقية المختلفة، كما يعرف الكثير من الكينيين المتعلمين اللغة الإنجليزية، وهي اللغة الرسمية في البلاد بجانب اللغة السواحلية

### الإسكان
يعيش معظم الكينيين من سكان الريف في منازل صغيرة مبنية من الطين، أو من حزم من أغصان الشجر، ومسقوفة بالقش، وأرضياتها من التراب.
وتعيش نسبة صغيرة من سكان الحضر في مساكن مماثلة. ويوجد مثل هذا النوع من المساكن في المدن مكدسـًا في أحياء عشوائية.
ويوجد في المدن الكينية كذلك كثير من المنازل الحديثة المشيدة بالحجر والاسمنت، وهي تتفاوت بين الوحدات البسيطة غير المكلِّفة للطبقة العاملة، والمنازل الكبيرة ومباني الشقق المكلفة للطبقات الغنية.

### الملابس
يرتدي معظم الرجال في كينيا قمصانـًا من القطن، وسراويل طويلة أو قصيرة، بينما يرتدي بعض الرجال من سكان المدن السترات الكاملة على الطراز الغربي. أما معظم النساء فيرتدين فساتين من القطن أو قمصانًا خارجية وتنورات، بينما يرتدي بعض سكان الريف خاصة الرحل منهم قطعـًا من القماش يلفونها حول أجسامهم.

### الطعام والشراب
الغذاء الرئيسي للكينيـين هو الذرة التي تطحن ثم تطبخ عصيدة، وتؤكل مع حساء من الخضروات، وقد يضاف إليها اللحم أو السمك عند الاستطاعة. وتشكل الجعة مشروبـًا شعبيـًا مفضلاً.

### الترويح
يمثل الرقص إحدى وسائل الترويح المفضلة في كينيا، حيث يستمتع معظم الكينيين بممارسة الرقص، ومشاهدة العروض الراقصة. ومن وسائل الترويح الأفلام السينمائية أيضـًا، حيث يذهب السكان إلى دور السينما لمشاهدتها، بينما تقوم وحدات سينمائية متنقلة بعرضها في المناطق الريفية بشكل منتظم.
تحتل كرة القدم المرتبة الأولى بوصفها أفضل رياضة لدى الكينيين، ويلعبها الصغار والكبار للترويح عن أنفسهم، بينما تجذب المباريات بين الفرق أعدادًا كبيرة من المتفرجين. ومن الألعاب الرياضية الأخرى المفضلة، ألعاب القوى. وقد نال العداؤون الكينيون كثيرًا من الميداليات في المنافسات العالمية.

### التعليم
لايلزم القانون في كينيا أولياء الأمور بإرسال أطفالهم إلى المدارس، ولكن كثيرًا من الكينيين يؤمنون بأهمية التعليم بوصفه وسيلة لتحقيق حياة أفضل لأطفالهم. ويجد نحو 80% من الأطفال الفرصة لإكمال تعليمهم الأولي على الأقل.
ومنذ الاستقلال استطاعت الحكومة تحقيق زيادة كبيرة في عدد المدارس، استجابة للطلب المتزايد من قبل المواطنين على فرص التعليم لأطفالهم. وبالإضافة إلى المدارس التي تديرها الحكومة في معظم أنحاء البلاد، أنشأت مجموعات من المواطنين مدارس خاصة في أماكن كثيرة لا توجد بها مدارس حكومية. وتسمى هذه المدارس مدارس العون الذاتي أو مدارس هارامبي. وتعني كلمة هارامبي باللغة السواحيلية التضامن. والتعليم الأولي مجاني في كينيا في المدارس الحكومية، ولكن على التلاميذ في المدارس الثانوية ومدارس هارامبي دفع رسوم مدرسية.
وفي مجال التعليم العالي، يوجد في كينيا ثلاث جامعات هي الجامعة الكينية في نيروبي، وجامعة كينياتا في نيروبي وجامعة موي في مدينة إلدوريت، إضافة إلى عدد من كليات ومعاهد للتعليم العالي.

### الفنون
يمارس كثير من الكينيين نحت التماثيل وعمل الحلي وغيرها. ويقومون أيضًا بزخرفة مطابخهم، وأدواتهم المنزلية بطريقة فنية. وقد ابتكر الكينيون أيضًا رقصات ذات مستوى فني رفيع يؤدونها أثناء احتفالات الميلاد والزواج والجنائز.

## السياحة
السياحة تمثل نشاطاً اقتصادياً مهماً في كينيا ويقوم آلاف السياح بزيارة كينيا كل سنة لمشاهدة الحيوانات البرية وتصويرها. تسهم السياحة في الاقتصاد الكيني بأكثر مما يسهم به أي نشاط اقتصادي آخر ماعدا إنتاج وبيع البن. ويزور كينيا أكثر من 500,000 سائح سنوياً، للاستمتاع بالمناظر الطبيعية الجميلة للمنطقة الساحلية، وخصوصًا لمشاهدة الحيوانات البرية وتصويرها أثناء رحلات السفاري. ويزيد ما تدره السياحة على البلاد على 200 مليون دولار أمريكي سنويًا. كما يوفر النشاط السياحي فرص العمل لأكثر من 40,000 كيني.

## النقل والمواصلات

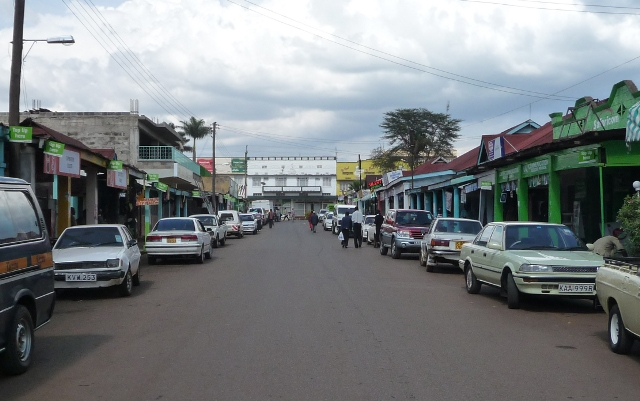
كيريتشو، كينيا: محور رئيسي في شبكة النقل الزراعي في كينيا

تربط السكك الحديدية والطرق المرصوفة بين المدن الرئيسية في كينيا، ولكن معظم الطرق في البلاد غير مرصوفة. بينما تقل ملكية السيارات عن 1%. وينتقل كثير من الكينيين من مكان إلى آخر في حافلات أو سيارات أجرة مزدحمة، تسمى ماتاتوس ويوجد مطاران دوليان في نيروبي ومومباسا. ومومباسا هي الميناء البحري الرئيسي كذلك.
تقوم محطة صوت كينيا التي تمتلك الحكومة شبكتها بتقديم برامج إذاعية وتلفازية باللغات المحلية واللغتين السواحيلية والإنجليزية. أما ملكية أجهزة المذياع والتلفاز، فتبلغ جهاز مذياع واحدًا لكل 12 شخصاً، وجهاز تلفاز واحدًا لأقل من 1% من السكان. وتصدر ثلاث صحف في كينيا؛ اثنتان منها بالإنجليزية وواحدة بالسواحيلية.

## السياسة

### التقسيمات الإدارية
تنقسم كينيا إلى ثمانية محافظات هي كالتالي:
- الوسطى.
- الساحلية.
- الشرقية.
- نيروبي.
- الشمالية الشرقية.
- نيانزا.
- الوادي.
- الغربية.

## النشاط البشري

### الزراعة
الزراعة عصب الاقتصاد الكيني، ويعمل بالزراعة 78% من القوة العاملة وتقوم على المطر وحول الأنهار، وتزرع الذرة والكاسافا والموز والأرز والقمح على المرتفعات، ولقد ازدهرت بكينيا حاصلات نقدية مثل البن والشاي وقصب السكر والسيسل والقطن، ويشكل البن ربع صادراتها والرعي حرفة هامة في كينيا وثروتها من الأبقار حواي 11 مليوناً، ومن الماعز والأغنام 9 ملايين وتربي الإبل وقد بدأت نهضة في كينيا بعد إقامة عدة مشاريع للكهرباء.

## أنظر أيضاً
- جبال تايتا

## وصلات خارجية
- كينيا على موقع الموسوعة البريطانية (الإنجليزية)